# Violka psí
Violka psí (Viola canina) je vytrvalá bylina z čeledi violkovité (Violaceae). Dorůstá výšky cca 6–30 cm. Oddenek je přímý nebo vystoupavý, často vícehlavý. Listy jsou jednoduché. Čepele listů jsou na bázi mělce srdčité až uťaté, vejčitě kopinaté až úzce trojúhelníkovité (na rozdíl od violky Rivinovy, kde jsou často širší než delší), všechny listy na okraji jsou mělce vroubkovaně pilovité. Lodyha se vytváří, jsou přítomny jen lodyžní listy, přízemní zpravidla chybí. Na bázi listů jsou palisty, které jsou úzce kopinaté až kopinaté zubaté nebo i krátce třásnité. Na květní stopce jsou v horní čtvrtině 2 listence. Květy jsou nevonné. Přívěsky kališních lístků cca 1,5–3 mm dlouhé. Korunní lístky jsou bledě až sytě fialově modré, ostruha je bělavá, někdy s nažloutlým či nazelenalým nádechem. Kvete v květnu až v červnu. Plodem je tobolka.

## Rozšíření ve světě
Roste v Evropě, kromě úpného jihu, na východ její areál sahá až na střední Sibiř, roste také na Krymu, na Kavkaze, v západním Grónsku a na Islandu.

## Rozšíření v Česku
Hojný druh, rozšířený po celé zemi. Preferuje kyselé půdy a jedná se o druh světlomilný, proto ho najdeme zpravidla mimo les. V teplých vápencových územích se vyskytuje vzácně, v horách nad 1100 m většinou chybí. Roste nejčastěji na suchých loukách a pastvinách, např. smilkové trávníky, kde bylo společenstvo pojmenováno jako svaz Violion caninae, právě podle tohoto druhu. Roste také ve vřesovištích, v širokolistých suchých trávnících svazu Bromion erecti, v bezkolencových loukách, ve světlých acidofilních doubravách, na okrajích lesů aj.

## Variabilita
Velmi variabilní druh, je rozlišováno více vnitrodruhových taxonů. V ČR jsou rozlišovány dva poddruhy, v jiných pojetích to jsou však samostatné druhy.
- Violka psí pravá (Viola canina subsp. canina): Lodyha je většinou vystoupavá, palisty horních listů jsou většinou kratší než polovina řapíku, nejčastěji 6-11 mm dlouhé, korunní lístky jsou na vnitřní straně sytěji fialově modré než na vnější. Spíše roste na sušších loukách.
- Violka psí horská neboli violka psí Ruppova (Viola canina subsp. ruppii, syn.: Viola canina subsp. montana auct. p.p. maj., non L.), někdy jako samostatný druh violka Ruppova (Viola ruppii All.): Lodyha je většinou přímá, palisty horních listů zpravidla přesahují polovinu řapíku, nejčastěji 15-20 mm dlouhé, korunní lístky jsou na vnitřní i vnější straně zhruba stejně světle fialově modré. Roste většinou na mezofilních až mírně vlhkých loukách.

## Kříženci
Často se kříží s violkou lesní, kříženec se jmenuje Viola ×borrusica. Velmi častý je také kříženec s violkou Rivinovou, kříženec se jmenuje Viola ×baltica, často spolu vytváří hybridní roje, existují i další hybridní kombinace.